# Matthew Broderick

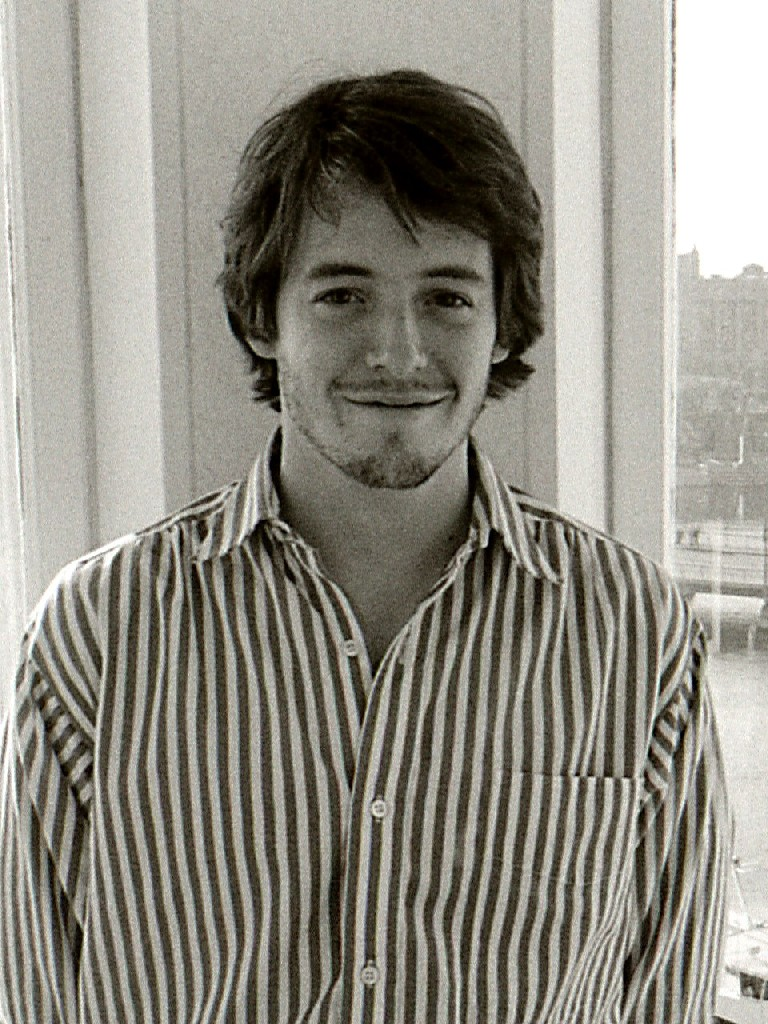
Matthew Broderick i Sverige 1986.

Matthew Broderick, född 21 mars 1962 i New York i New York, är en amerikansk skådespelare. Han slog igenom i början av 1980-talet med filmer som War Games (1983) och Fira med Ferris (1986). 
Matthew Broderick är sedan 1997 gift med Sarah Jessica Parker. Paret har sonen James, född 2002, och döttrarna Marion och Tabitha födda 2009 genom surrogat. Han hade en judisk uppväxt i New York.

## Filmografi, i urval
- 1982 – Massor av dollar
- 1983 – War Games
- 1985 – Ladyhawke
- 1986 – Fira med Ferris
- 1989 – Ärans män
- 1990 – Ny i maffian
- 1994 – Lejonkungen (röst)
- 1994 – Mrs. Parker and the Vicious Circle
- 1996 – Cable Guy
- 1997 – Hämnden är ljuv
- 1998 – Godzilla
- 1998 – Lejonkungen II - Simbas skatt (röst)
- 1999 – Inspector Gadget
- 2004 – Lejonkungen 3 - Hakuna Matata (röst)
- 2004 – The Stepford Wives
- 2005 – The Producers
- 2006 – En lysande jul
- 2007 – Bee Movie (röst)
- 2008 – Sagan om Despereaux (röst)
- 2011 – Margaret
- 2011 – Tower Heist
- 2011 – New Year's Eve
- 2016 – Manchester by the Sea
- 2018 – To Dust
- 2023 – No Hard Feelings